# Підгороднянська сільська територіальна громада
Підгороднянська сільська громада — територіальна громада в Україні, в Тернопільському районі Тернопільської области. Адміністративний центр — с. Підгороднє.
Площа громади — 130,6 км², населення — 7383 осіб (2020).
Утворена 8 листопада 2018 року шляхом об'єднання Довжанської, Домаморицької, Драганівської, Підгороднянської та Почапинської сільських рад Тернопільського району.
19 липня 2020 року, в результаті адміністративно-територіальної реформи та ліквідації Тернопільського району,  увійшла до складу новоутвореного Тернопільського району.

## Населені пункти
У складі громади входить 7 сіл:
- Великий Ходачків
- Довжанка
- Домаморич
- Драганівка
- Забойки
- Підгороднє
- Почапинці